# Salamon ben Simon Durán
Salamon ben Simon Durán (héberül: שלמה בן שמעון דוראן), rövidített nevén RaSBaS  [Rabbi Slomo Ben Simon, héberül: רשב"ש], (Algír, 1400 körül – Algír, 1467) késő középkori észak-afrikai zsidó hittudós.
Simon ben Cemáh Durán fia volt. Responzumok maradtak fenn tőle, amelyek egyben kortörténeti forrásul is szolgálnak. Szerzőjük érdeklődött a filozófiai kérdések iránt, ugyanakkor határozott ellensége volt a Kabbalának. A responzumokat tiszta, vonzó stílus jellemzi, és mindegyik elején egy rövid vers is áll. Salamon honosította meg a később szokásossá vált bevezető ún. muzivot.